# 七色 (河村隆一の曲)
『七色』（なないろ）は2013年5月29日にavex traxから発売された河村隆一の18枚目のシングル。

## 概要
前作「YO GA YONARA...」以来約2年ぶりの新曲。
CD+DVD/CDの2形態で発売。

## 収録曲
全作詞：河村隆一

### CD+DVD
- CD

1. 七色　
  - 作曲：葉山拓亮
  - 東海テレビ制作・フジテレビ系列昼の帯ドラマ枠『白衣のなみだ』エンディングテーマ
2. the earth〜未来の風〜　
  - 作曲：河村隆一/編曲：葉山拓亮
  - BSジャパン『省エネの達人 企業編』テーマソング
3. 七色（for you）

- DVD

1. 七色（Music Video）
2. 七色（Making Video）

### CD
1. 七色
2. the earth〜未来の風〜
3. 七色（PIANO version）
4. 七色（for you）